# توت منغولي
توت منغولي (الاسم العلمي:Morus mongolica ) هي نوع نباتي يتبع جنس التوت من الفصيلة التوتية.  